# Датчани
Датчаните (на датски: danskere) са етническа група от северната група на германските народи, които са част от европеидната раса. Те са коренно население на Дания. По-голямата част от датчаните населяват в Дания, значително малцинство населява съседна Германия – южната част на провинция Шлезвиг-Холщайн. Значителна част населяват САЩ, Канада и Аржентина.

## История

### Ранна история
Дания е била населена от различни германски народи още от древни времена, включително англи, кимври, юти, херули, тевтони и други. Първите споменавания на „дани“ са записани в средата на VI век от историците Прокопий Кесарийски (на гръцки: δάνοι) и Йорданес (danī), които се отнасят за племе, свързано със свеите, населяващо полуостров Ютланд, провинция Сконе и островите между тях. Франкските летописци от VIII век често се позовават на датски крале. Бобио Орозий от началото на VII век прави разлика между южните датчани, населяващи Ютланд, и северните датчани, обитаващи островите и провинция Скания.

### Епоха на викингите
Първото споменаване на датчани в Дания е на рунния камък „Jelling“, който споменава покръстването на датчаните от Харалд I Блутут през X век. Между c. През 60-те и началото на 80-те години на X век Блутут създава кралство в земите на датчаните, простиращо се от Ютланд до Скания. Приблизително по същото време той получава посещение от немски мисионер, който, оцелявайки след изпитание от огън, според легендата, убеждава Харолд да приеме християнството.
През следващите години се наблюдава експанзията на датските викинги, която включва Норвегия и Северна Англия в датската Империя на Северно море. След смъртта на Кнут Велики през 1035 г. Англия се откъсва от датския контрол. Племенникът на Свен II (1020 – 74) възстановява силна датска кралска власт и изгражда добри отношения с архиепископа на Бремен, по това време архиепископ на цяла Скандинавия. През следващите векове Датската империя се разраства по цялото южно крайбрежие на Балтийско море. При крал Олаф IV от XIV век Дания придобива контрол над Кралство Норвегия, което включва териториите на Норвегия, Исландия и Фарьорските острови. Майката на Олаф – Маргарета I, обединява Норвегия, Швеция и Дания в Калмарския съюз.

### Дания – Норвегия
През 1523 г. Швеция извоюва своята независимост, което води до разпадането на Калмарския съюз и създаването на Дания-Норвегия. Дания-Норвегия се развива икономически през XVI век, до голяма степен поради увеличения търговски път през Йоресун.
Реформацията, която възниква в германските земи в началото на XVI век от идеите на Мартин Лутер (1483 – 1546), оказва значително влияние върху Дания. Датската реформация започва в средата на 20-те години на XVI век. Някои датчани искат достъп до Библията на собствения си език. През 1524 г. Ханс Микелсен и Кристиерн Педерсен превеждат Новия завет на датски език; мигновено се превърна в бестселър. Тези, които са пътували до град Витенберг в Саксония и попадат под влиянието на учението на Лутер и неговите сътрудници, включват Ханс Таузен, датски монах от Ордена на Свети Йоан Хоспиталиери.
През XVII век Дания-Норвегия колонизира Гренландия.
След неуспешна война с Шведската империя, договорът от Роскилде през 1658 г. премахва областите на Скандинавския полуостров от датския контрол, като по този начин установява границите между Норвегия, Дания и Швеция, които съществуват и до днес. През вековете след тази загуба на територия, населението на историческия регион Сконеланд, което преди това е бил считан за датски, започва да преобладава с шведско население.
В началото на XIX век Дания претърпява поражение в Наполеоновите войни, Дания губи контрол над Норвегия и територии в днешна Северна Германия. Политическото и икономическо поражение по ирония на съдбата предизвика това, което е известно като датския златен век, през който датската национална идентичност за първи път се оформя напълно. Датските либерални и национални движения набират скорост през 30-те години на XX век, а след европейските революции от 1848 г. Дания става конституционна монархия на 5 юни 1849 г. Нарастващата буржоазия иска участие в управлението и в опит да предотврати кървава революция и случващо се другаде в Европа, Фредрик VII се поддава на исканията на гражданите. Появява се нова конституция, която разделя властите и дава избирателни права на всички възрастни мъже, както и свобода на печата, религията и сдружаването. Кралят става ръководител на изпълнителната власт.